# 新加坡永久居民
新加坡永久居民（英語：Permanent residency in Singapore）是在新加坡的外国国籍人士的移民身份，允许没有新加坡公民身份的外国人在新加坡不限时地居住和工作。

## 申请资格
符合申请资格的外国人士包括以下几类：
- 新加坡公民、永久居民的配偶和21岁以下的未婚子女
- 新加坡公民的父母
- 持有就业准证（Employment Pass）和S准证（S Pass）的外籍工作人士
- 全球投资者计划（Global Investor Programme）的参与者
- 已经居留满两年，并且参加并通过至少一项国家考试（如PSLE考试、N水准、A水准、O水准等）或者是进入IP计划的外籍留学生

上述的“申请资格”只是合资格“提出”申请的当事人的类别。曾有新加坡驻外使馆的网站称新加坡永久居民根据“分数制”来审批，影响分数的方面包括但不限于：所持工作准证的类别、逗留新加坡的时间、学历、年龄、基本月薪、是否在新加坡有亲戚。新加坡政府从未公开审批永久居民的具体标准，在拒绝当事人的申请时也不会说明理由。
新加坡永久居民的申请材料清单中没有提到、申请表格也没有位置可以填报下列事项：在新加坡参与的志愿者（社区）活动、对新加坡公益机构的捐款、推荐信。新加坡移民与关卡局在其网站上告诫申请人，该局与任何外部的移民专家/顾问没有关联，也不支持或认可他们提供的永久居民申请服务。

## 法律框架
新加坡永久居民是根据新加坡《1959年移民法》（Immigration Act 1959）第10条获发“入境准证（Entry Permit）”并以此进入新加坡的人士，或者是在获发入境准证时已身处新加坡的人士。除了根据亲属关系申请的当事人可在境外申请之外，其他类别的申请人，在申请时都必须已持有学习或就业准证，并居留在新加坡。申请人在持入境准证入境时，或者身处新加坡并获发入境准证时，其身份将会被调整为新加坡永久居民。
新加坡永久居民是一种移民状态（immigration status）而不是身份状态（identity status），当事人一旦从新加坡出境，即不再是新加坡永久居民，除非他们持有《1959年移民法》第11条所定义的再入境准证（Re-entry Permit），并在期限内返回新加坡。获批永久居民（即入境准证）的当事人通常会同时获批有效期五年的再入境准证。再入境准证可在有效期届满前三个月内申请续期，但其续期不是无条件的。申请人通常需要提交文件，证明他们仍然符合获批永久居民的资格条件——例如：仍然居住在新加坡；原依据就业情况申请者须证明在原再入境准证的有效期内仍在新加坡有就业关系或者仍对新加坡有经济贡献；原依据亲属关系申请者须证明其亲属仍然是新加坡公民/永久居民且亲属关系仍然存续（如属姻亲），或者亲属关系虽已解除但申请人能够比照就业类别申请人在新加坡自立。
如果移民与关卡局不信纳申请人仍然符合上述资格，其再入境准证的有效期会被缩短（例如只签发有效期一年的再入境准证），或者其更新申请会被直接拒绝。如果当事人在再入境准证失效时身处海外，除非后来另行得到续期批准，否则将失去新加坡永久居民身份。如在失效时身处新加坡，则其仍然为新加坡永久居民，但这不意味着当事人的再入境准证续期申请一定会得到批准；若未能取得新的再入境准证就离开新加坡，则同样会失去永久居民身份。

## 兵役义务
根据新加坡《1970年征兵法》（Enlistment Act 1970）第2条关于“受本法规限的人”的定义，任何年龄介于16.5周岁至40周岁（部分类别人士为至50周岁）的新加坡公民和新加坡永久居民，均有兵役义务。实务中，根据亲属关系或者根据学生身份取得新加坡永久居民身份的适龄男性，会被要求服兵役；女性、年龄较大者、根据就业关系取得身份、根据全球投资者计划取得身份者，通常会被豁免。
通常被豁免的人如果以家庭为单位申请，其他申请人被视为根据亲属关系提出申请。一个常见的例子是，一名根据就业关系申请永久居民者连同其配偶和未满21周岁的男性孩子一同申请，虽然夫妻双方通常会被豁免，但其未满21周岁的男性孩子需要服兵役。
根据移民与关卡局的说法，需要服兵役的新加坡永久居民如果在尚未服兵役时就放弃（丧失）新加坡永久居民身份，则其未来申请在新加坡就学或就业，很有可能会因此被惩罚性地拒绝。